# 武田義統
武田义统（？-1569年），若狭武田氏第8代守护，第7代守护武田信丰的长子。原名信统，天文十七年（1549年）娶将军足利义晴之女为妻后改名义统。也曾担任过治部少辅、伊豆守、大膳大夫。

## 生涯

### 兴父争位
父亲信丰和越前国的朝仓氏对战而让势力走向衰败之路。对父亲的作为不满的义统，最终决定学习甲斐国的武田信玄（晴信）从父亲手中夺取家督之位。但是固然无能的信丰却不愿意放弃家督也不愿意让宿敌朝仓氏进入若狭，在旁图谋家督之位的武田重信也等待兄长信丰的没落。
弘治二年（1556年），重信在笔头重臣国吉城城主粟屋胜久的支持下向侄儿义统发起挑战；至此，若狭开始了无休止的内战。有朝仓氏做后台的武田义统在弟弟武田信方的帮助下很快就击败了重信与胜久的挑战，但随着义统势力的强大使得义统与信丰的矛盾也进一步激化。
永禄元年（1558年）武田信丰与武田义统父子正式开始内战，虽然内战在近江六角氏的调停下以信丰隐居为条件而很快结束，但若狭武田本家对所领的支配力却因为这两次内战大为下降，在武田义统继任家督后所能实际控制的领土只限于小浜郡而已（逸见昌经控制大饭郡、武田信方控制远敷郡、粟屋胜久控制三方郡）。

### 统领若狭
图谋振兴的武田义统在国内遭到了巨大的困难，抛开已是明显下克上的粟屋氏与逸见氏不说，就连仍然留在身旁的亲兄弟信方也已利用之前的内乱，以远敷郡宫川为据点扩张势力，建立了自己一套体系以求掌握家中实权。在国内一筹莫展的义统在不得已的情况下把希望寄托到了自己的妻弟征夷大将军足利义辉身上，义统从日渐枯竭的财库中尽可能地向幕府进贡以换取支持；同样在谋求复兴的足利义辉自然很乐意拥有武田义统这样一位盟友，双方因而变得非常亲密。然而事与愿违，义统进献的金钱固然没能使足利义辉复兴室町幕府；而义辉发出的敕令亦未为义统带来好处，下克上的家臣们把幕府的敕令当做废纸，武田信方则因为兄长的居心和金钱的损失而与义统更加疏远。义统为了振兴国家而费尽心力，得到结果却是令人失望的更加衰弱。
永禄四年（1561年），若狭武田四天王（粟屋胜久、逸见昌经、熊谷直之和内藤重政）之一的砕导山城城主逸见昌经勾结丹波松永长赖发动叛乱，武田义统无力镇压，于是向越前朝仓氏请求援军。朝仓氏当主朝仓义景派敦贺郡司朝仓景纪赴若狭帮助镇压，在武田、朝仓联军的攻击下逸见昌经遭到了惨败。内乱虽然稍微得到平息，但朝仓军的进驻则更进一步的削弱了武田氏对若狭的统治。
永禄六年（1563年），朝仓军单独对粟屋胜久的国吉城展开攻略，充分体现了朝仓氏已经无视武田氏对若狭的统治。武田义统当然不满朝仓氏对若狭的侵略行为，在双方矛盾迅速激化的情况下朝仓义景放弃了以义统作为代理的若狭攻略计划，改而培植武田信方和义统之子武田元明以求进一步控制若狭。 

### 晚年
永禄八年5月（1568年），13代将军足利义辉被暗杀。一年后，足利义昭（义秋）到达若狭小浜城要求姐夫武田义统助其上洛。但义统正陷于与获得朝仓氏支持的长子武田元明的家督争夺战之中，根本无力支持足利义昭上洛；深感失望的义昭于9月前往投靠越前朝仓氏。虽然若狭武田氏此时已十分衰弱，但其与幕府长期的友好关系及其所处地理位置仍旧使得足利义昭对其寄予了希望，是以武田义统也像上杉氏、甲斐武田氏、北条氏和织田氏一样收到了义昭要求援助的书状。但义统对此有心无力，他一方面受困于领国的内乱，另一方面握有家中实权的武田信方也表示反对，很快义统在失意中离开了人世。

## 家族
- 父亲：武田信丰
- 叔父：武田重信
- 弟弟：武田信方
- 妻：（足利义晴之女）
- 子：武田元明